# Royal Cercle sportif andennais
Maillots
Dernière mise à jour : 29 octobre 2021.
Le Royal Cercle Sportif Andennais est un club de football belge situé à Andenne dans la Province de Namur. Il porte le matricule 307 et ses couleurs sont le rouge et le noir.
Mal en point sportivement et financièrement, le club doit recourir à deux fusions, en l'espace de quelques années, pour parvenir à garder le cap. Il devient ainsi la R. US Andenne-Seilles (RUSAS) puis le Royal Andenne Seilles Coutisse. Le 1er juillet 2016, il reprend son appellation historique de R. CS Andennais.
Au cours de son histoire, il a disputé 45 saisons dans les divisions nationales, dont 2 au deuxième niveau, la plus haute division que le club ait atteinte. Il évolue en deuxième provinciale lors de la saison 2018-2019, soit le septième niveau hiérarchique en Belgique.

## Histoire
La petite ville mosane d'Andenne connaît son premier club, ANDENNE FOOTBALL CLUB en 1907. Andenne FC rejoint l'UBSFA le 6 février 1913 comme "Club adhérent". Pour une raison incertaine, il est toutefois radié le 22 juin 1914 .

### Fondation et débuts en nationales
Andenne FC est reconstitué le 4 avril 1916 sous l'appellation de CERCLE SPORTIF ANDENNAIS. Les dirigeants choisissent comme couleurs officielles le rouge et le noir, couleurs qui n'ont jamais été modifiées depuis.. Le club ne s'affilie à l'URBSFA que le 28 juillet 1923. Cette date est longtemps considérée à tort comme celle de fondation du club qui a ce moment est déjà âgé de 7 ans ! En 1924, le club inaugure son nouveau terrain situé rue Frère Orban à Andenne. Il occupe toujours le même site de nos jours. En décembre 1926, le CS Andennais se voit attribuer le matricule 307.
Lors de la saison 1929-1930, le club accède pour la première fois de son histoire à la Promotion, alors troisième et dernier niveau national. Il devint ainsi le troisième club de la province de Namur à jouer en séries nationale, après l'Entente Tamines (devenu R. Entente sambrevilloise) et Namur Sports (aujourd'hui UR Namur). Cette première expérience ne dure qu'une saison, mais un an plus tard, le club remonte déjà au niveau national. Cette fois, il y reste quatre saisons, et quitte la Promotion en 1936.

### Premier «âge d'or»
Travaillant bien et bénéficiant d'une génération dorée, le CS andennais revient en Promotion lors de la saison 1938-1939. Durant la Seconde Guerre mondiale, le déroulement des championnats est perturbé, mais cela n'empêche pas le club de remporter sa série en 1942, et monter ainsi pour la première fois en Division 1, le deuxième niveau national. Il en est relégué après un an, puis la reprise des combats marquant la fin du conflit arrête les compétitions.
Au sortir de la guerre, la fédération belge décide de reformer les séries nationales en annulant les relégations subies pendant les trois « championnats de guerre », tout en conservant les montées obtenues. Ainsi, le CS andennais est replacé en Division 1, et peut profiter de cette nouvelle expérience en temps de paix. Bien que cette saison laisse de grands souvenirs aux joueurs et aux sympathisants du club, elle est aussi marquée par plusieurs « raclées » subies face aux meilleures équipes, et voit une nouvelle relégation du club en Promotion. Un an plus tard, le club concède une seconde relégation consécutive et doit retourner vers les séries provinciales.

### Double retour en nationales
Le 24 avril 1951, le club est reconnu « Société royale », et devient le Royal Cercle sportif andennais. Deux ans plus tard, le club remporte la première provinciale namuroise, et remonte ainsi en 1953 en Promotion, devenue depuis la saison précédente le quatrième niveau national. Pour son retour en nationales, le club réalise une saison convaincante, terminant à la cinquième place. Après deux saisons plutôt moyennes, le club termine vice-champion de sa série en 1957, derrière Aarschot Sport. Encore quatrième, puis septième, les deux saisons suivantes, le club termine dernier en 1960 et est relégué en première provinciale après sept saisons en Promotion.
Le RCS andennais ne traîne pas en provinciales, et remonte en Promotion après un an. Il assure son maintien de justesse en 1962, et termine les quatre saisons suivantes dans le « sub-top », entre la troisième et la septième place. Mais en 1967, le club vit une saison catastrophique, conclue à la dernière place, ce qui le renvoie une nouvelle fois vers la première provinciale, où il reste jusqu'à la fin de la décennie.

### Second «âge d'or»
Le matricule 307 revient en nationales en 1971, mais est relégué en fin de saison. Un an plus tard, il remonte une nouvelle fois en Promotion. Cette fois, le club va connaître une nouvelle période dorée, sous la présidence de l'entrepreneur Émile Gilmar. Andenne réalise une saison tonitruante, et remporte le titre dans sa série en 1974. Le club est donc promu en Division 3, un niveau qu'il n'avait plus atteint depuis 1947. À la suite de cette montée, les spectateurs se pressent de plus en plus nombreux au stade Julien Pappa pour y voir évoluer l'équipe locale. La vedette de l'époque est Jean Dachelet, qui rejoindra par la suite le Standard de Liège ou Berchem Sport notamment. Comme c'est encore le cas à l'époque, dans de nombreux clubs des divisions inférieures, l'ossature de l'équipe est composée de joueurs de sa région, facilitant l'identification des supporters à ceux qui portent leurs couleurs.
Le club vit une première saison en troisième division assez tranquille, conclue à la sixième place. Il obtient ensuite son meilleur classement depuis la Seconde Guerre mondiale en terminant vice-champion de sa série en 1975-1976, à seulement un point du vainqueur, Eupen. La saison suivante, le club finit à nouveau sixième, mais il ne peut ensuite éviter la relégation, et retourne en Promotion en 1978, après quatre saisons en Division 3. Par la suite, le RCS andennais joue trois saisons pour la montée, sans parvenir à décrocher le titre convoité. Finalement, au terme de la saison 1981-1982, la dernière place obtenue par le club le condamne à retourner en provinciales, neuf ans après les avoir quittées.

### Nouveau séjour en Promotion et première fusion
En 1983, le club fête son soixantième anniversaire, et prend le nom de Royal Cercle sportif Andenne 60. C'est sous ce nom qu'il remonte en Promotion en 1989. Le club termine ensuite trois saisons en milieu de classement, à l'abri de la zone de relégation. Le 1er juillet 1992, il fusionne avec l'Union sportive seilloise, un club du village de Seilles, qui fait partie d'Andenne depuis la fusion des communes, et porte le matricule 5822. Le nouveau club prend le nom de Royale Union Sportive Andenne-Seilles, et conserve les couleurs, le stade, et le matricule 307 du R. CS Andennais.
La saison suivante, le club termine une bonne saison à la cinquième place dans sa série. Les résultats baissent par la suite, et le club doit passer par les barrages et le tour final interprovincial en 1994-1995 pour assurer son maintien. Les joueurs y parviennent, mais ce n'est que pour obtenir un bref sursis d'un an, le club reculant en provinciales au terme de la saison suivante.

### Derniers passages éphémères en Promotion dans des conditions difficiles
Le club chute par la suite en deuxième provinciale, et remonte parmi l'élite de la province au début du XXIe siècle. Déjà, des difficultés financières viennent miner la vie du club, handicapé par le manque de grosses entreprises dans la région d'Andenne, susceptibles de sponsoriser l'équipe. En 2004, Andenne-Seilles participe au tour final interprovincial. Il y élimine d'abord le Stade brainois, ensuite le RCS Nivellois, obtenant ainsi une nouvelle montée au niveau national. Ce nouveau séjour dure deux saisons, le club étant relégué en 2006.
En 2008, le club fête son 85e anniversaire par une nouvelle accession à la Promotion. La joie est brève. Andenne est directement relégué en première provinciale.

### Seconde fusion, recul dans la hiérarchie provinciale
Après cette relégation, les dirigeants de la RUSAS entament des négociations en vue d'une nouvelle fusion, cette fois avec le Sporting Club Petit-Warêt. Les discussions n'aboutissent pas, et la direction du club envisage un retour volontaire en quatrième provinciale, le plus bas niveau du football belge, pour repartir sur des bases saines. Finalement, une fusion a quand même lieu, avec le Football Club Coutisse, le club d'un petit village de moins de 1000 habitants, Coutisse, situé sur le territoire de la commune d'Andenne, et porteur du matricule 7072. Le 1er juillet 2009, la fusion est entérinée, et donne naissance à la Royale Union sportive Andenne-Seilles-Coutisse, communément abrégée en RUSASC. Comme lors de la fusion avec Seilles en 1992, les couleurs, le stade et le matricule 307 d'Andenne sont conservés.
Mais si cette fusion semble éloigner les problèmes financiers, elle ne résout pas les problèmes sportifs. Après une saison très difficile, le club est relégué en deuxième provinciale en 2010. Un an plus tard, il subit sa troisième relégation en trois ans, et tombe en troisième provinciale, le plus bas niveau auquel le club ait joué. Le club joue deux ans à ce niveau puis, grâce à sa victoire au tour final, remonte en « P2 » en 2013.

### Union Sportive Seilloise
L'Union Sportive Seilloise est fondée à Seilles, en fin d'année 1954, entre autres, par plusieurs anciens joueurs du R. CS Andennais, dont le joueur-entraîneur Corneille Baudine. Le 16 février 1955, l'US Seilloise s'affilie  à l'URBSFA, qui lui attribue le matricule 5822. Les couleurs officielles sont le vert et le noir.
À l'époque de sa création, et jusqu'à la fin des années 1960, l'US Seilloise se trouve parfois dans une situation cocasse de par sa localisation, aux confins de deux provinces. Seilles est à l'époque un « gros village », situé sur la rive gauche de la Meuse, en province de Liège. En face, de l'autre côté du fleuve, se trouve la petite ville d'Andenne, en province de Namur. L'US Seilloise débute dans les séries liégeoises et, selon les saisons, affronte des équipes comme Saint-Nicolas/Liège, Oreye Union, l'US Momalloise, Huy Sports, mais aussi le R. FC Malmundaria 1904 ou le CS Stavelotain, situés à l'opposé de la province.
Pensionnaire de « P3 » liégeoise, le club obtient, lors de certaines saisons, une dérogation administrative pour jouer dans les séries namuroises. Quand cela arrive, il « remonte » en « P2 », faute de « P3 » dans cette province à ce moment. Avec le temps, plus on s'approche de 1973, année fixée pour la fusion des communes, plus le club est considéré comme namurois. En effet, Seilles allait rejoindre le Grand-Andenne après la fusion. Avant celle-ci, le dernier bourgmestre de Seilles fut Claude Eerdekens, inamovible Bourgmestre d'Andenne depuis. Plusieurs fois député, et même ministre des Sports en Communauté française, le « Maïeur » apporte l'aide qu'il peut au(x) club(s) de sa ville.
Oscillant parfois entre P2 et P3 namuroise, l'US Seilloise reste assez longtemps au troisième niveau provincial. Quand le R. CS Andennais connaissait une saison délicate, les « taquins » de l'entité disaient : « « Andenne (donc le CS andennais) va bientôt jouer avec Seilles » » .
Finalement cela se produit, mais pas à la suite de la relégation de l'un ou la montée de l'autre. Le 1er juillet 1992, l'US Seilloise fusionne avec le R. CS Andenne '60 pour former la R. US Andenne-Seilles (ou RUSAS) sous le matricule 307.

### Financement difficile
Durant la première décennie du XXIe siècle, le matricule 307 revient dans le giron des séries nationales mais sans parvenir à y jouer un  rôle majeur. À l'inverse, ses passages en Promotion sont le plus souvent teintés de lutte pour le maintien.
La ville d'Andenne, située entre Namur et Huy, ne dispose pas d'un parc économique important dont les sociétés peuvent fournir de gros sponsors commerciaux, la vie du club se complique. Reculant dans la hiérarchie provinciale, il parvint à revenir malgré tout en Promotion. En fin de saison 2003-2004, la "RUSAS" monta via le Tour final interprovincial après des victoires contre le Stade Brainois (3-1) et le CS Nivellois (1-0). C'est la première fois qu'un club namurois monte via le TFI créé neuf ans plus tôt. Retourné en séries provinciales, le club fête ses 85 ans d'existence après un nouveau titre provincial et  en effectuant un dernier passage en "nationale", lors de la saison 2008-2009. Le groupe ne manque pas de talents mais d'expérience. Mais si la descente est une déception sportive, mais s'est financièrement que la situation devient critique.
Diverses négociations avec le SC Petit-Waret échouent. La RUSAS hésite à retourner délibérément en P4. Finalement, un accord est conclu avec un autre club de l'entité, le FC Coutisse, porteur du matricule 7072. La faillite pour et simple et, surtout, la disparition du matricule 307 est évitée. Le 1er juillet 2009, une nouvelle fusion forme le Royal Andenne Seilles Coutisse (ou RASC), sous le vénérable matricule 307.Employée par beaucoup, y compris le club lui-même, L'appellation Royale Andenne Seilles Coutisse ou RUSASC n'a jamais été officialisée par l'URBSFA.

### Plongée puis début de redressement
Après une saison très difficile sportivement, en Première provinciale, le club joue en 2010-2011 en P2 (6e niveau à l'époque) mais ne parvint pas à enrayer la spirale négative. Terminant 15e de sa série en 2011, le vieux club est relégué pour la première fois de son histoire sur le niveau 6, et plonge en 3e provinciale.
Le matricule 307 végète sportivement deux saisons en P3, mais se refait une santé morale et financière, avec à ses commandes, son ancien capitaine et entraîneur, Philippe Rasquin (devenu mandataire communal PS en 2012). Classé cinquième en 2012, le club finit 3e l'année suivante derrière Bossière et Jambes. Réussissant son tour final, Andenne remonte en P2.
L'antichambre de l'élite provinciale demande un temps d'adaptation à un noyau restant volontairement local. En 2014, le cercle mosan assure son maintien de justesse (13e). Il gagne deux places l'année suivante. Au terme de la saison 2015-2016, les "Oursons" terminent vice-champion derrière Spy. Avec la réforme créant la Division 3 Amateur, Andenne est repêché pour retrouver la P1.
En 2016-2017, le club ayant retrouvé son appellation historique: Royal Cercle Sportif Andennais, le 1er juillet 2016 En raison du changement d'appellation, l'emploi du terme "Royal" est soumis à l'approbation de la "Maison du Roi" réussit à se maintenir parmi l'élite provinciale. Il évite la descente lors de l'ultime journée en s'imposant (1-2) au R. FC Grand-Leez, futur vainqueur du TF de P1 Namuroise quelques jours plus tard.
La saison suivante, le matricule 307 ne peut éviter la culbute, mais sous la conduite de Carmine Pacella, venu du RFC Spy, les Oursons enlèvent le titre de P2 en 2018-2019 et signent un doublé en gagnant la Coupe de la Province.

## Le stade
Le club évolue au stade Julien Pappa, 6 rue Frère Orban. Il dispose d'une pelouse synthétique et de 2 500 places.

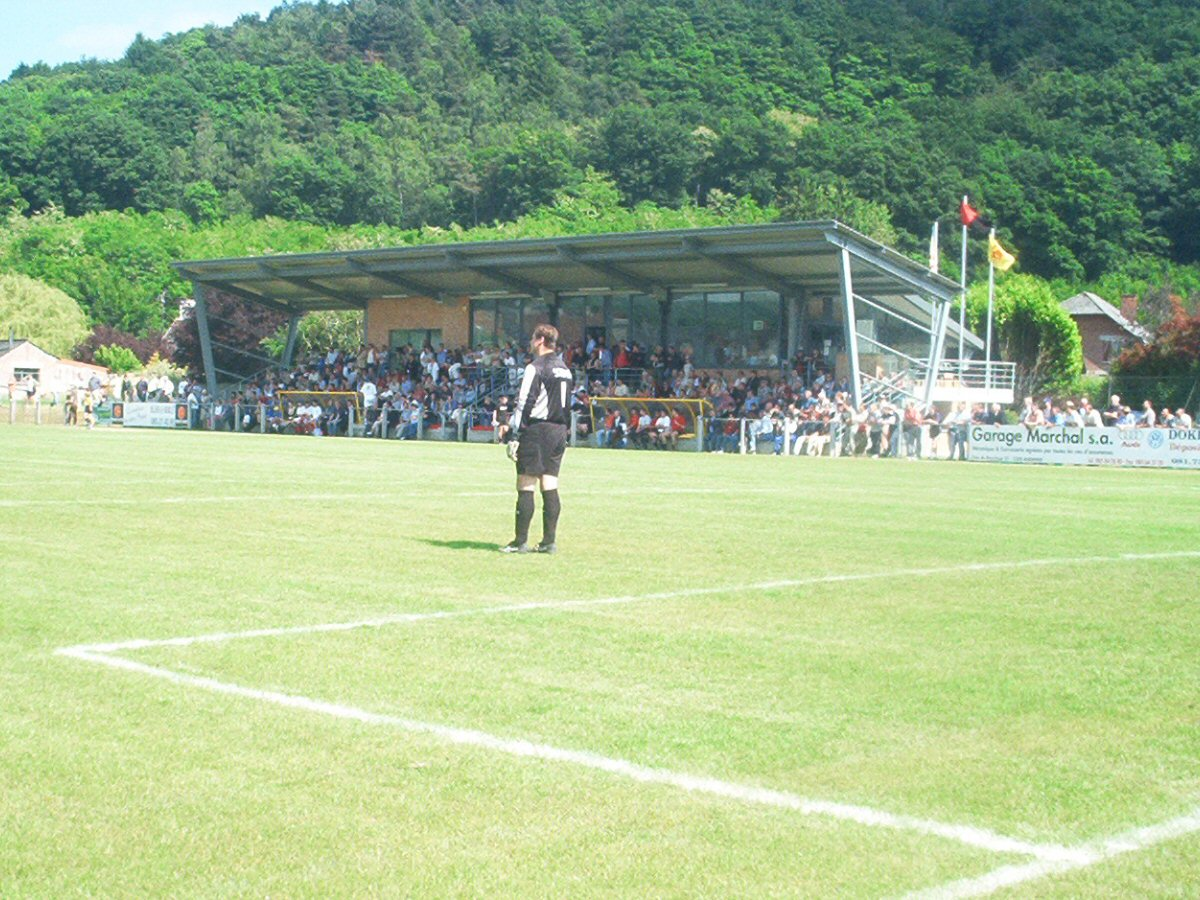
La tribune principale.
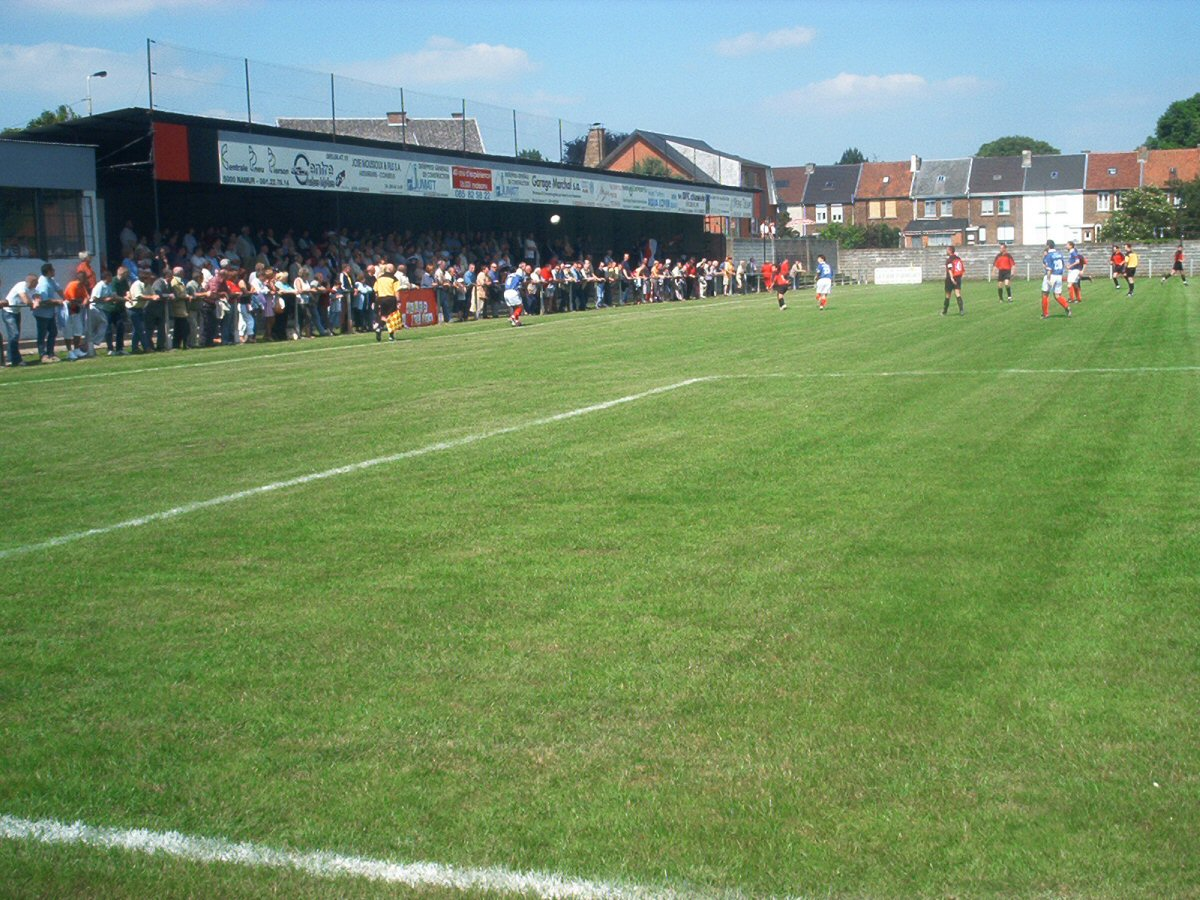
Les gradins couverts.

## Image et identité

### La Ruche
Comme cela se faisait dans beaucoup de clubs, un simple bistrot servit longtemps de local aux supporters et sympathisants du club. À Andenne, le café « la Ruche », aujourd'hui disparu, est durant plusieurs années le point de chute des « Rouges et Noirs ». Une tradition perdura très longtemps les soirs de match: si le club avait obtenu ou concédé un partage, un grand drapeau aux couleurs du club était accroché en façade, mais il était noué au mât. Si les Oursons avaient gagné, l'étendard flottait au vent.

## Personnalités
- Michel Arnold, formé à Andenne où, en même temps que Raymond Corbaye, il évolua en équipes de jeunes puis en équipe première, il joua en 1ère  Division nationale  à l'Union Saint-Gilloise (1967-1971).

- Corneille Baudine, joueur de la « grande génération andennaise » qui connut la D2 durant la Seconde Guerre mondiale, il fut aussi entraîneur et s'occupa entre autres, de l'Union Sportive Seilloise et  de l'Entente Tamines, localité où il fut professionnellement actif.
- Claudy Chauveheid, joua au R. CS Andennais à la fin des années '70. Il entraîna entre autres l'AS Eupen. Son fils Marc fit un passage au Standard de Liège.
- Raymond Corbaye (1943- 2009), formé à Andenne, où il évolua en équipes de jeunes puis, au début des années soixante, en équipe première, il joua avec succès en 1re Division nationale, entre 1965 et 1971, à Tilleur, au FC Liégeois et à l'Antwerp.
- Jean Dachelet, joue à Andenne en 1974-1975, passe ensuite notamment au Standard et à Berchem Sport  en première division.
- Marc Grosjean, ancien joueur du R. FC Sérésien avec lequel il joue en première division, passe deux saisons à Andenne à la fin de sa carrière.
- Donatien Kimoni, ancien joueur du R. FC Liégeois, joue à Andenne en 2004-2005.
- Edgard Mathot, né en 1921, il fut formé et joua à Andenne avant d'évoluer en 1re Division nationale, de 1947 à 1949, à l'Union Saint-Gilloise, puis, de 1949 à 1956, au Standard. Il acheva sa carrière comme joueur-entraîneur à l'Union Hutoise.
- Jean-Jacques Missé-Missé, déjà International camerounais, il rejoint Andenne après une vilaine blessure en 1991. Il part ensuite deux ans plus tard pour le Sporting de Charleroi, en D1, où il explose et joue ensuite au Sporting Portugal et à Trabzonspor.
- Philippe Rasquin joueur et capitaine du R. CS Andennais dans les années '70, il évolua aussi au FC Le Lorrain. Devenu entraîneur, outre Andenne, il dirigea non sans succès de nombreux clubs (Hannut, UR Namur, JS Taminoise,...). Au début des années 2010, il reprit la gestion du club de sa ville dont il devint aussi un des mandataires politiques.

## Résultats dans les divisions nationales
Statistiques mises à jour le 14 juin 2013

### Palmarès
- 1 fois champion de Promotion (D3): 1942.
- 1 fois champion de Promotion (D4): 1974.
  - 6 fois Champion provincial namurois depuis 1952: 1953, 1961, 1971, 1973, 2008, 2018.
  - 2 fois vainqueurs de la coupe de la province de Namur : 1962, 2019.

### Bilan
| Niv | Divisions     | Jouées | Titres | TM Up | TM Down |
| --- | ------------- | ------ | ------ | ----- | ------- |
| I   | 1re nationale | 0      | 0      |       |         |
| II  | 2e nationale  | 2      | 0      |       |         |
| III | 3e nationale  | 14     | 1      |       |         |
| IV  | 4e nationale  | 29     | 1      |       | 1       |
| V   | 5e nationale  | 0      | 0      |       |         |
|     |               |        |        |       |         |
|     | TOTAUX        | 45     | 2      | 0     | 1       |

- TM Up : test-match pour départager des égalités, ou toutes formes de Barrages ou de Tour final pour une montée éventuelle.
- TM Down : test-match pour départager des égalités, ou toutes formes de Barrages ou de Tour final pour le maintien.

### Classements saison par saison
| Ordre               | Saison  | Nom du club             | Niveau                  | Classement final        | Remarques               |
| ------------------- | ------- | ----------------------- | ----------------------- | ----------------------- | ----------------------- |
| 1                   | 1929-30 | CS Andennais            | Promotion (D3) série B  | 14e/14                  | Relégué!                |
| séries provinciales |         |                         |                         |                         |                         |
| 2                   | 1931-32 | CS Andennais            | Promotion (D3) série C  | 3e/14                   |                         |
| 3                   | 1932-33 | CS Andennais            | Promotion (D3) série C  | 8e/14                   |                         |
| 4                   | 1933-34 | CS Andennais            | Promotion (D3) série C  | 11e/14                  |                         |
| 5                   | 1934-35 | CS Andennais            | Promotion (D3) série C  | 12e/14                  | Relégué!                |
| séries provinciales |         |                         |                         |                         |                         |
| 6                   | 1937-38 | CS Andennais            | Promotion (D3) série C  | 10e/14                  |                         |
| 7                   | 1938-39 | CS Andennais            | Promotion (D3) série B  | 7e/14                   |                         |
| X                   | 1939-40 | Compétitions arrêtées   | Compétitions arrêtées   | Compétitions arrêtées   | Compétitions arrêtées   |
| X                   | 1940-41 | Compétitions régionales | Compétitions régionales | Compétitions régionales | Compétitions régionales |
| 8                   | 1941-42 | CS Andennais            | Promotion (D3) série C  | 1er/13                  | Champion et promu!      |
| 9                   | 1942-43 | CS Andennais            | Division 1 (D2) série A | 15e/16                  | Relégué!                |
| 10                  | 1943-44 | CS Andennais            | Promotion (D3) série D  | 10e/16                  | Deux matches non joués  |
|                     | 1944-45 | Compétitions arrêtées   | Compétitions arrêtées   | Compétitions arrêtées   | Compétitions arrêtées   |
| 11                  | 1945-46 | CS Andennais            | Division 1 (D2) série B | 18e/18                  | Relégué!                |
| 12                  | 1946-47 | CS Andennais            | Promotion (D3) série C  | 14e/17                  | Relégué!                |
| séries provinciales |         |                         |                         |                         |                         |
| 13                  | 1953-54 | R. CS Andennais         | Promotion série A       | 5e/16                   |                         |
| 14                  | 1954-55 | R. CS Andennais         | Promotion série D       | 12e/16                  |                         |
| 15                  | 1955-56 | R. CS Andennais         | Promotion série C       | 9e/16                   |                         |
| 16                  | 1956-57 | R. CS Andennais         | Promotion série C       | 2e/16                   |                         |
| 17                  | 1957-58 | R. CS Andennais         | Promotion série D       | 4e/16                   |                         |
| 18                  | 1958-59 | R. CS Andennais         | Promotion série C       | 7e/16                   |                         |
| 19                  | 1959-60 | R. CS Andennais         | Promotion série A       | 16e/16                  | Relégué!                |
| séries provinciales |         |                         |                         |                         |                         |
| 20                  | 1961-62 | R. CS Andennais         | Promotion série C       | 13e/16                  |                         |
| 21                  | 1962-63 | R. CS Andennais         | Promotion série A       | 7e/16                   |                         |
| 22                  | 1963-64 | R. CS Andennais         | Promotion série D       | 3e/16                   |                         |
| 23                  | 1964-65 | R. CS Andennais         | Promotion série A       | 4e/16                   |                         |
| 24                  | 1965-66 | R. CS Andennais         | Promotion série A       | 7e/16                   |                         |
| 25                  | 1966-67 | R. CS Andennais         | Promotion série D       | 16e/16                  | Relégué!                |
| séries provinciales |         |                         |                         |                         |                         |
| 26                  | 1971-72 | R. CS Andennais         | Promotion série B       | 15e/16                  | Relégué!                |
| séries provinciales |         |                         |                         |                         |                         |
| 27                  | 1973-74 | R. CS Andennais         | Promotion série B       | 1er/16                  | Champion et promu!      |
| 28                  | 1974-75 | R. CS Andennais         | Division 3 série B      | 6e/16                   |                         |
| 29                  | 1975-76 | R. CS Andennais         | Division 3 série B      | 2e/16                   | [ saisons 3 ]           |
| 30                  | 1976-77 | R. CS Andennais         | Division 3 série B      | 6e/16                   |                         |
| 31                  | 1977-78 | R. CS Andennais         | Division 3 série B      | 15e/16                  | Relégué!                |
| 32                  | 1978-79 | R. CS Andennais         | Promotion série D       | 4e/16                   |                         |
| 33                  | 1979-80 | R. CS Andennais         | Promotion série D       | 6e/16                   |                         |
| 34                  | 1980-81 | R. CS Andennais         | Promotion série C       | 4e/16                   |                         |
| 35                  | 1981-82 | R. CS Andennais         | Promotion série B       | 16e/16                  | Relégué!                |
| séries provinciales |         |                         |                         |                         |                         |
| 36                  | 1989-90 | R. CS Andenne '60       | Promotion série D       | 9e/16                   |                         |
| 37                  | 1990-91 | R. CS Andenne '60       | Promotion série C       | 10e/16                  |                         |
| 38                  | 1991-92 | R. CS Andenne '60       | Promotion série D       | 9e/16                   |                         |
| 39                  | 1992-93 | R. US Andenne-Seilles   | Promotion série C       | 5e/16                   |                         |
| 40                  | 1993-94 | R. US Andenne-Seilles   | Promotion série D       | 9e/16                   |                         |
| 41                  | 1994-95 | R. US Andenne-Seilles   | Promotion série D       | 13e/16                  | Barrages                |
| 42                  | 1995-96 | R. US Andenne-Seilles   | Promotion série D       | 14e/16                  | Relégué!                |
| séries provinciales |         |                         |                         |                         |                         |
| 43                  | 2004-05 | R. US Andenne-Seilles   | Promotion série D       | 8e/16                   |                         |
| 44                  | 2005-06 | R. US Andenne-Seilles   | Promotion série D       | 14e/16                  | Relégué!                |
| séries provinciales |         |                         |                         |                         |                         |
| 45                  | 2008-09 | R. US Andenne-Seilles   | Promotion série D       | 14e/16                  | Relégué!                |
| séries provinciales |         |                         |                         |                         |                         |